# Manoel Gomes Ribeiro

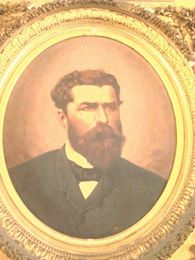
Manoel Gomes Ribeiro

Manoel Gomes Ribeiro, Barão de Traipu (* 29. Juni 1841 (nach anderen Angaben: 20. Juni 1849) in Japaratuba, Sergipe; † 27. Juli 1920 in Penedo, Alagoas) war ein brasilianischer Politiker, der unter anderem mehrmals kommissarischer Gouverneur von Alagoas sowie Mitglied des Senats war. 1888 wurde er als Barão de Traipu in den Adelsstand erhoben.

## Leben
Manoel Gomes Ribeiro, Sohn von Manuel Gomes Ribeiro Filho und Teresa de Jesus Gomes, war als Offizier tätig und wurde 1885 erstmals kommissarischer Präsident der Provinz Alagoas. 1888 wurde er von Kaiser Peter II. als Barão de Traipu in den Adelsstand erhoben. 1889 war er noch einmal kurzzeitig kommissarischer Präsident der Provinz Alagoas. Nach der Absetzung Kaiser Peters II. und dem Ende des Kaiserreichs am 15. November 1889 war er zwischen 1891 und 1892 Mitglied des Senats von Alagoas sowie zwischen dem 28. November 1891 und dem 24. April 1892 kommissarischer Gouverneur von Alagoas. Er war zwischen 1894 und 1896 abermals Mitglied des Senats von Alagoas sowie vom 17. Oktober 1894 bis zum 14. Januar 1896 erneut kommissarischer Gouverneur von Alagoas.
1901 wurde Gomes Ribeiro erstmals Mitglied des Bundessenats (Senado Federal), dem er zunächst bis 1902 angehörte. Er war zwischen 1909 und 1917 Mitglied des Bundessenats.